# 고스필모폰드
고스필모폰드(러시아어: Госфильмофонд)는 러시아의 국가 영화 보존기관이다. 러시아의 주요 영화 아카이브 보존기관이자 국제 영화 아카이브 연맹 (FIAF)의 회원이다.
영화 필름과 기타 자료를 보존하는 국립문화기관으로서, 영화 전 분야에 걸친 자료 수집, 창작 지원, 문화 및 교육, 연구, 노하우, 정보 활동에 나서고 있다. 소련 영화는 물론 옛 미국 영화도 보존하고 있으며, 2019년에는 가장 오래된 한국 영화로 추정되는 <근로의 끝에는 가난이 없다>를 비롯한 일제강점기 영화 필름이 새로 발견되기도 하였다.
'고스필모폰드'라는 명칭은 러시아어로 '국립'이란 뜻의 '고수다르스트베니'(Государственный), '영화'라는 뜻의 '필름'(фильм), '재단'이라는 뜻의 '폰트'(фонд)를 각각 조금씩 따와서 만든 것이다.

## 역사

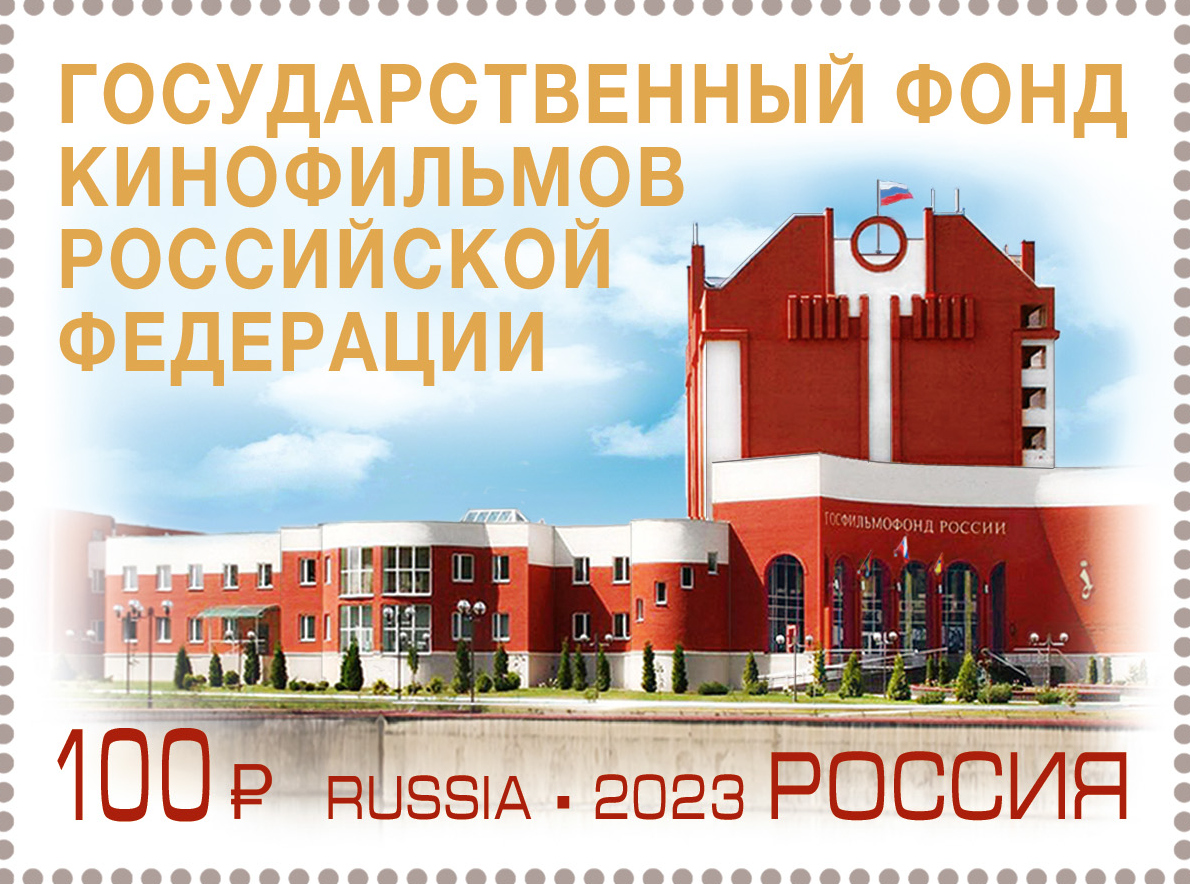
고스필모폰드 75주년을 기념하는 2023년 러시아 우표

1920년대 소련 영화감독 사이에서 국립영화아카이브를 설립하자는 주장이 활발히 제기되었다. 고스필모폰드 소장 컬렉션의 직접적인 기반이 된 것은 영화역사가 세르게이 코마로프가 수집한 고전 무성영화 컬렉션이었다. 코마로프의 노력으로 이들 컬렉션은 국립 영화기술대학으로 이전되어 나라에서 관리하게 되었다.
1935년 10월 2일, 국립영화기술대학 조직국은 기존 영화 필름과 기타 자료의 보존 상태가 좋지 않은 것을 고려하여 영화 네거티브 재단을 설립하기로 결정하였다. 1936년에는 수도 모스크바에 네거티브 필름을 보관하는 중앙보관소를 건설하자는 제안이 소련 정부 영화사진 사업총국에 제기되었고, 실질적인 추진으로 이어졌다.
처음에는 모스필름 영화 스튜디오 부지에 보관소를 새로 구축하기로 결정하였으나, 이후 모스크바 근교 벨리예스톨비로 부지를 바꿔 1937년부터 건설에 들어갔다. 중간에 독소전쟁 시기를 거쳐 1948년 고스필모폰드가 공식 출범하였다.
1966년 3월 18일에는 고스필모폰드 소장작품의 상영을 위해 모스크바 시내에 전용영화관 '일루전'이 문을 열었다. 개관식 당시 상영작은 세르게이 예이젠시테인의 <전함 포템킨>이었다. 1993년에는 러시아 연방 대통령령에 따라 국가 특별 문화유산 컬렉션으로 지정되었다. 이후 1998년에는 유럽 평의회가 후원하는 유럽 시네마테크 협회의 회원이 되었다.
2010년 고스필모폰드는 미국 의회도서관과의 협력으로 미국 내 소실된 무성영화의 소장본을 재발굴, 디지털 사본을 전달하였다. 2015년에는 칸 영화제의 라이벌 성격으로 브릭스 국가 영화제를 기획하기도 하였으며, 2018년에는 창립 70주년을 맞이했다.

## 영화제

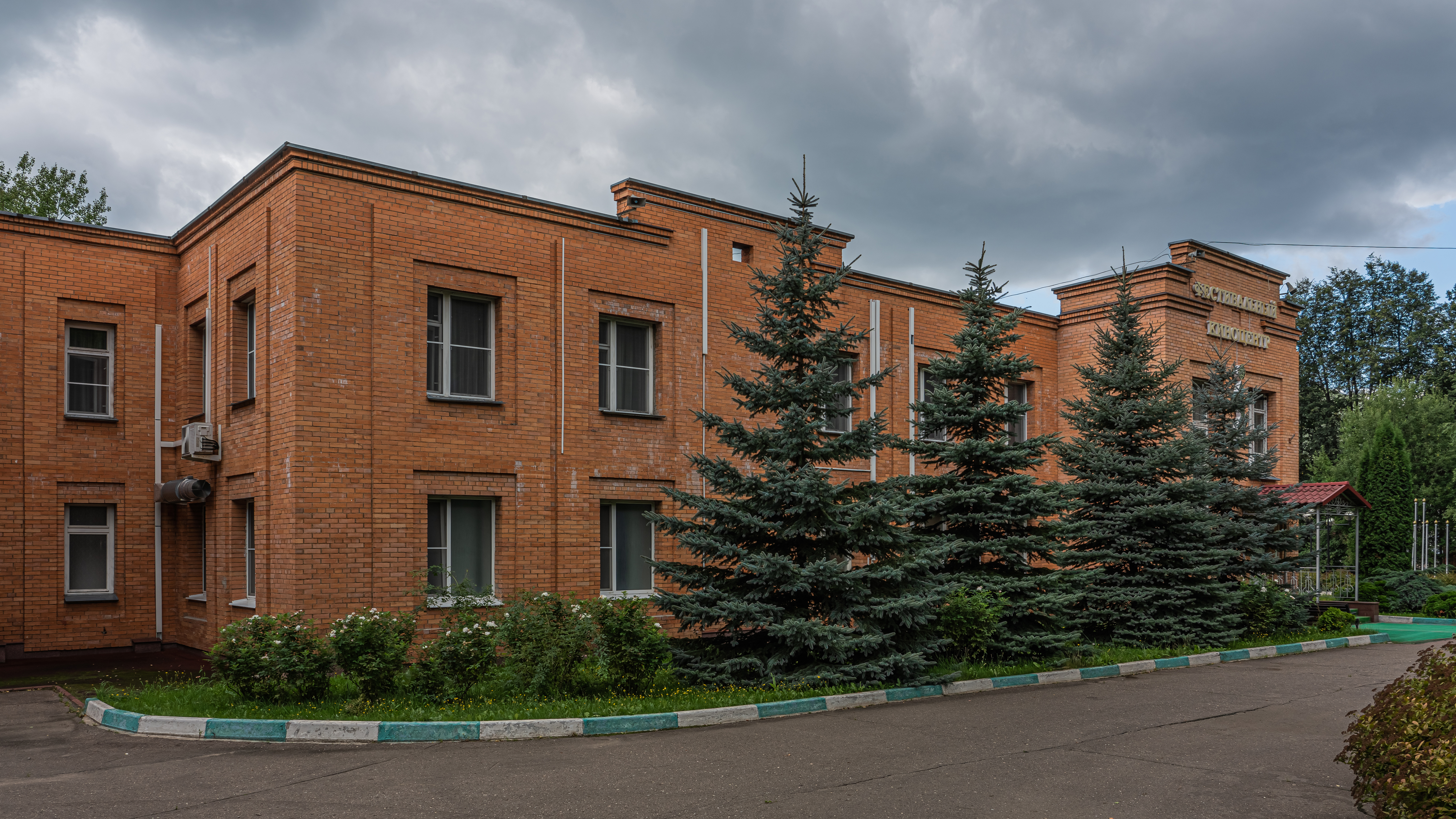
고스필모폰드의 영화제 상영관

고스필모폰드는 1997년부터 벨리예스톨비 영화제를 주최하고 있다. 매년 1월 마지막주에 열리는 이 영화제는 러시아 국립 영화 컬렉션의 소장작을 상영하고 있다. 이와 더불어 고스필모폰드의 자체 소장작, 외국 국립영화 아카이브의 영화자료를 이용해 제작된 신작 영화도 선보이고 있다.
영화제의 대상도 존재하지만 심사위원단은 따로 두지 않고 운영되며, 러시아 영화평론가 협회 회원, 영화역사가와 영화이론가, 영화기자를 비롯한 영화제 참석자와 관객의 비밀투표에 따라 수상자가 결정된다.

## 같이 보기
- 국제 영화 아카이브 연맹
- 필름 아카이브 목록